# Zen (band)
Zen was een beatgroep uit Amsterdam, die in 1965 werd opgericht door Siebe de Jong (zang en saxofoon) en Dirk van der Ploeg.
Andere bandleden waren Cees Visser (zang, gitaar) en Valentijn Geverts (drums]. In 1967 werd Visser vervangen door gitarist Duco de Rijk en werd er een tweede zanger aangenomen, John Brands. Ook werd drummer Valentijn Geverts vervangen door Wim van Taarling.

## Geschiedenis
In laatstgenoemde samenstelling nam de groep zijn eerste singles op, You better start running away from me en Don't try reincarnation, die niet verder kwamen dan een tipnotering.
De tweede single, Hair, het thema uit de Amerikaanse musical Hair, werd doordat hij door Radio Veronica veel werd gedraaid wel een grote hit: de plaat zou wekenlang op 1 blijven staan in de Nederlandse Top 40. Het lied werd zelfs geprezen in het KRO-televisieprogramma Disco Duel, dat alle vorige singles van de groep had afgekraakt. Ook de B-kant Aquarius, eveneens uit de musical, kreeg enige bekendheid. De gelijknamige lp, geproduceerd door Hans van Hemert met Jan Audier achter de knoppen, deed het minder. Doordat er weinig exemplaren werden verkocht, is de plaat tegenwoordig onder nederpopverzamelaars een gezocht verzamelaarsobject. Voor een gaaf exemplaar worden vaak fikse prijzen betaald. De plaat heeft een zeer karakteristieke hoesfoto, die de groep toont tussen 'blote' etalagepoppen. Het album was eind jaren tachtig (aangevuld met bonustracks) ook op cd leverbaar.
In 1969 werd de groep min of meer gefuseerd met Harry Rijnbergen en Bennie Groen, leden van de bekende beatgroep Ro-d-Ys uit Oude Pekela. Die samenwerking zou nog leiden tot twee singles, waarvan Get me down wel de bekendste is. Met een nieuwe set muzikanten nam Siebe (Siegfried) de Jong nog de LP Zen Again op in 1973.
In 1972 werd de Amsterdamse gitarist Peter Huijing  aangenomen en zou de groep in wisselende bezettingen het nog een paar keer proberen, zonder al te veel succes.

## Discografie

### Albums
| Album met eventuele hitnotering(en) in de Nederlandse Album Top 100 | Datum van verschijnen | Datum van binnenkomst | Hoogste positie | Aantal weken | Opmerkingen |
| ------------------------------------------------------------------- | --------------------- | --------------------- | --------------- | ------------ | ----------- |
| Hair                                                                | 1969                  | -                     |                 |              |             |

### Singles
| Single met eventuele hitnotering(en) in de Nederlandse Top 40 | Datum van verschijnen | Datum van binnenkomst | Hoogste positie | Aantal weken | Opmerkingen                 |
| ------------------------------------------------------------- | --------------------- | --------------------- | --------------- | ------------ | --------------------------- |
| You better start running away from me                         | 1967                  | 30-09-1967            | tip11           | -            |                             |
| Don't try reincarnation                                       | 1967                  | 18-01-1968            | tip11           | -            |                             |
| Hair                                                          | 1968                  | 07-12-1968            | 1(3wk)          | 18           |                             |
| Get me down                                                   | 1969                  | 06-12-1969            | 26              | 4            | Nr. 28 in de Single Top 100 |

### NPO Radio 2 Top 2000
| Nummer met noteringen in de NPO Radio 2 Top 2000 | '99 | '00 | '01 | '02 | '03 | '04 | '05 | '06 | '07 | '08 | '09 | '10 | '11  | '12  | '13  | '14  | '15  |
| ------------------------------------------------ | --- | --- | --- | --- | --- | --- | --- | --- | --- | --- | --- | --- | ---- | ---- | ---- | ---- | ---- |
| Hair                                             | 802 | 698 | 448 | 675 | 625 | 543 | 841 | 946 | 904 | 755 | 793 | 840 | 1016 | 1285 | 1752 | 1603 | 1955 |

1. ↑  Een vetgedrukt getal geeft de hoogste notering aan.
2. ↑  Deze tabel is bijgewerkt tot en met de laatste editie (2024).